# سیارک ۲۳۷۵۳
سیارک ۲۳۷۵۳ (به انگلیسی: 23753 Busdicker، نامگذاری:1998KP41) بیست و سه هزار و هفتصد و پنجاه و سومین سیارک کشف شده‌است که در ۲۲ مه ۱۹۹۸ کشف شد.
قدر مطلق سیارک برابر ۸.۹ است.